# Equipe uruguaia na Copa Davis
A equipe uruguaia na Copa Davis representa o Uruguai na Copa Davis, principal competição de tênis masculina por equipes do mundo. É administrada pela Asociación Uruguaya de Tenis.